# Rob Claeys
Rob Claeys (Kortrijk, 24 augustus 1987) is een Belgische voetbalspeler die uitkomt voor Zwevegem Sport. Zijn positie is verdediger.

## Carrière
Claeys speelde tijdens het seizoen 2006-07 voor de eerste maal in het A-elftal van KV Kortrijk. Hij debuteerde tegen FCV Dender EH in Tweede klasse. Dat seizoen speelde hij in totaal 116 minuten voor KV Kortrijk. Het daaropvolgende seizoen had Claeys te maken met een langdurige blessure en kon hij enkel de competitiestart meemaken. Desondanks werd zijn contract verlengd voor twee seizoenen en promoveerde Claeys met Kortrijk naar Eerste klasse. In de Jupiler Pro League viel hij echter te licht uit en in 2010 verkaste Claeys naar toenmalig tweedeklasser Standaard Wetteren. Een jaar later tekende hij bij SW Harelbeke. Sinds 2020 speelt hij bij Zwevegem Sport.